# Ubisoft Québec
 (octobre 2019).
Si vous disposez d'ouvrages ou d'articles de référence ou si vous connaissez des sites web de qualité traitant du thème abordé ici, merci de compléter l'article en donnant les références utiles à sa vérifiabilité et en les liant à la section « Notes et références ».
Ubisoft Québec est un studio de développement de jeux vidéo de la compagnie Ubisoft situé dans la ville de Québec. Établie comme filiale d'Ubisoft en juin 2005, le studio compte plus de 600 employés.

## Historique
Ubisoft s'est établi au cœur de la ville de Québec dans le secteur Nouveau St-Roch là où des investissements publics ont été faits afin de modifier le quartier. La ville de Québec, avec la présence de nombreuses écoles et centres de recherches, représente un potentiel intéressant pour l’entreprise. À l'annonce de Assassin's Creed Shadows, Ubisoft confirme son appartenance au quartier Saint-Roch, à Québec.

## Jeux développés
| Titre                                                                      | Année | Plates-formes                                                                    |
| -------------------------------------------------------------------------- | ----- | -------------------------------------------------------------------------------- |
| Les Rebelles de la forêt                                                   | 2006  | PSP, DS                                                                          |
| Tom Clancy's Rainbow Six: Critical Hour                                    | 2006  | Xbox                                                                             |
| Cranium Kabookii                                                           | 2007  | Wii                                                                              |
| Les Rois de la Glisse                                                      | 2007  | PSP, GBA, DS                                                                     |
| TMNT                                                                       | 2007  | PSP, DS, Wii, Xbox 360                                                           |
| Tom Clancy's Rainbow Six: Vegas                                            | 2007  | PSP                                                                              |
| Combat de Géants : Dinosaures                                              | 2008  | DS                                                                               |
| Mon coach personnel: J'arrête de fumer avec la méthode Allen Carr          | 2008  | DS                                                                               |
| Combat de Géants : Dragons                                                 | 2009  | DS                                                                               |
| Assassin's Creed: Brotherhood (avec Ubisoft Montréal)                      | 2010  | Windows, PlayStation 3, Xbox 360                                                 |
| Combat de Géants : Insectes mutants                                        | 2010  | DS                                                                               |
| Combat of Giants: Dinosaur Strike                                          | 2010  | Wii                                                                              |
| Prince of Persia : Les Sables oubliés                                      | 2010  | Wii, PSP                                                                         |
| Assassin's Creed: Revelations (avec Ubisoft Montréal)                      | 2011  | Windows, PlayStation 3, Xbox 360                                                 |
| Combat de Géants : Dinosaures 3D                                           | 2011  | 3DS                                                                              |
| PowerUp Heroes                                                             | 2011  | Xbox 360                                                                         |
| The Black Eyed Peas Experience                                             | 2011  | Wii                                                                              |
| Assassin's Creed III                                                       | 2012  | Wii U                                                                            |
| Marvel Avengers: Battle for Earth                                          | 2012  | Wii U, Xbox 360                                                                  |
| Might and Magic: Duel of Champions                                         | 2012  | iOS, PC, PlayStation 3, Xbox 360                                                 |
| Raving Rabbids Invasion                                                    | 2012  | Facebook                                                                         |
| Assassin's Creed IV Black Flag (avec Ubisoft Montréal)                     | 2013  | Wii U                                                                            |
| Assassin's Creed Rogue (avec Ubisoft Sofia et 5 autres studios Ubisoft)    | 2014  | PlayStation 3, Xbox 360                                                          |
| Assassin's Creed Unity (Avec Ubisoft Montréal et 8 autres studios Ubisoft) | 2014  | PC, PlayStation 4, Xbox One                                                      |
| Assassin's Creed Syndicate                                                 | 2015  | PC, PlayStation 4, Xbox One                                                      |
| For Honor (avec Ubisoft Sofia et 4 autres studios Ubisoft)                 | 2017  | PC, PlayStation 4, Xbox One                                                      |
| Assassin's Creed Odyssey                                                   | 2018  | Windows, PlayStation 4, Xbox One, Nintendo Switch                                |
| Immortals Fenyx Rising                                                     | 2020  | Windows, PlayStation 4, PlayStation 5, Xbox One, Xbox Series, Nintendo Switch    |
| Assassin's Creed Shadows                                                   | 2025  | Windows, PlayStation 5, Xbox Series, macOS, Steam Deck, Amazon Luna, GeForce NOW |